# Aaron (Eremit)
Aaron (auch Aaron von Cesambre) war ein im 6. Jahrhundert lebender Mönch, der einsiedlerisch auf einer kleinen, nahe der nordwestfranzösischen Küste der Bretagne gelegenen Insel hauste. Er wird in der katholischen Kirche als Heiliger verehrt.

## Leben
Aaron war wahrscheinlich walisischer Abstammung. Er ist nur durch eine Erwähnung im 15. und 16. Kapitel der ältesten, nach 825 verfassten Version der Vita  sancti Machuti (Leben des heiligen Machutus) bekannt. Demnach legte Machutus (auch Malo genannt), als er von England nach Frankreich übersetzte, zuerst bei der kleinen Insel an, auf der Aaron eremitisch lebte. Dieser empfing Machutus freundlich, und die beiden Heiligen lebten eine Weile gemeinsam, bis Machutus Bischof der gegenüber der Insel gelegenen Siedlung Aleth wurde. An der Stelle des antiken Aleth befindet sich heute Saint-Servan, seit 1967 Stadtteil von Saint-Malo. Bei seinem um die Mitte des 6. Jahrhunderts eingetretenen Tod scheint Aaron Vorstand einer Klostergemeinschaft gewesen zu sein.
Die von Aaron bewohnte Insel war nach ihm benannt, bis Jean de la Grille, Bischof von Aleth, Mitte des 12. Jahrhunderts den Sitz seiner Diözese auf diese Insel verlegte, die danach Saint-Malo hieß. Heute ist sie mit dem Festland verbunden.
Aarons Gedenktag wird in Saint-Malo am 22. Juni und an anderen Orten am 21. Juni gefeiert. In Saint-Malo ist ihm zu Ehren eine eigene Kapelle St-Aaron geweiht. Außerdem ist er Patron der nach ihm benannten, in der nordwestfranzösischen Gemeinde Lamballe gelegenen Kirche Saint-Aaron, die zum Bistum Saint-Brieuc gehört. Im zur Gemeinde Pleumeur-Gautier gehörenden Weiler Saint-Aaron trägt eine Kapelle das Patrozinium.